# Птахозапилення

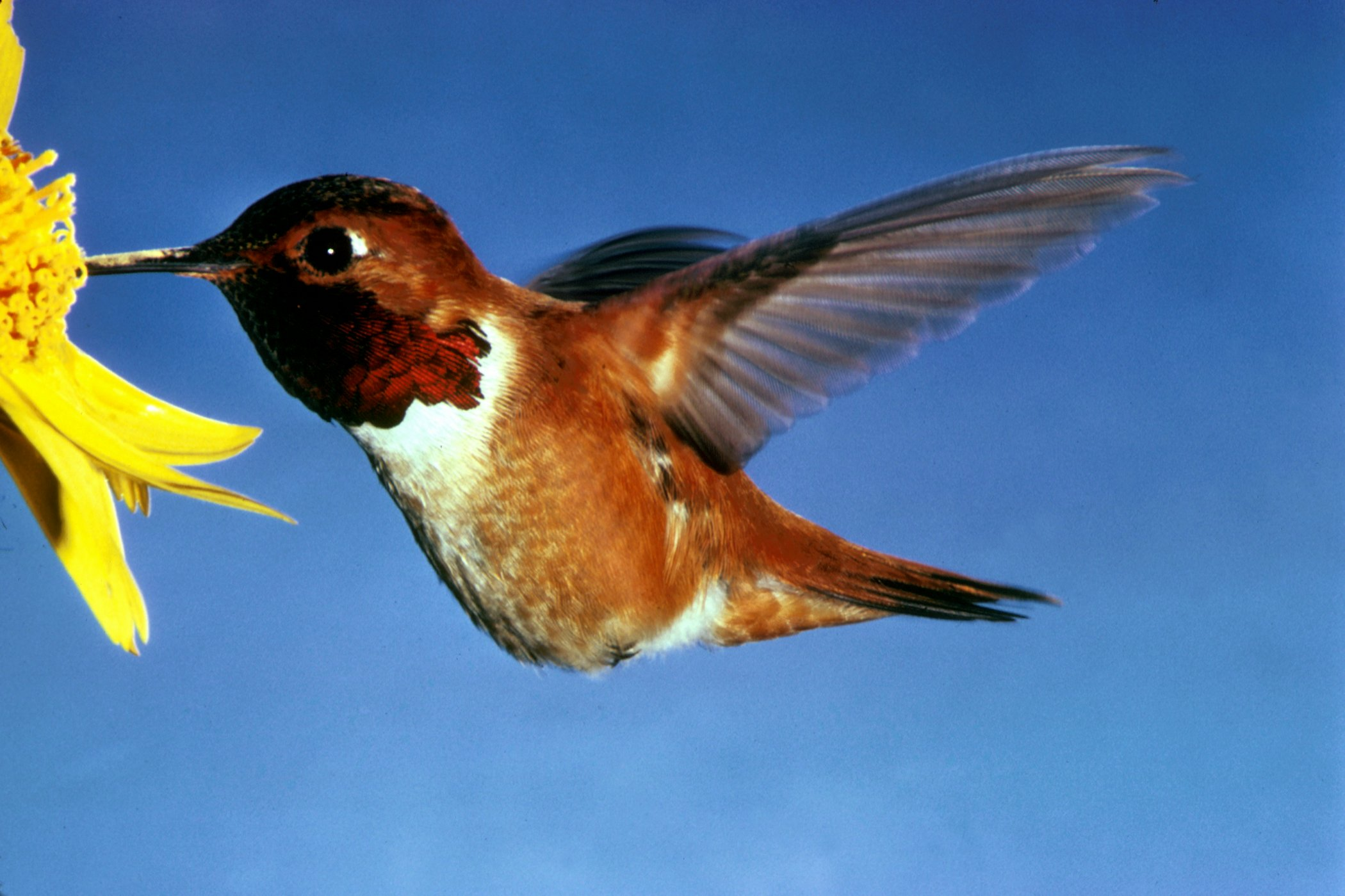
Колібрі Selasphorus rufus

Птахозапи́лення, або орнітофі́лія, або орнітога́мія — вид перехресного запилення, перенесення пилку з однієї рослини на іншу за допомогою птахів
Птахозапильні рослини запилюються птахами. Вони поширені в тропіках Південної Америки (по р. Амазонці). Квітки цих рослин барвисті, утворюють багато пилку, запилюються колібрі, які трохи більші від джмелів.
До 2 % покритонасінних запилюються птахами.
Пристосування проти самозапилення: дихогамія, роздільностатевість (дводомність).
Пристосування квіток: яскраве забарвлення квіток, збагачення нектаром, щільні тканини квітки та квітконіжки.
Типовою птахозапильною рослиною є орхідея.